# Vidua macroura
La vedova domenicana o vedova dalla coda a spillo (Vidua macroura (Pallas, 1764)) è un uccello passeriforme della famiglia Viduidae.

## Etimologia
Il nome scientifico della specie, macroura, deriva dall'unione del prefissoide macro- (dal greco μακρος -makros, "grande") con la parola anch'essa di provenienza greca ουρα (oura, "coda"), col significato quindi di "dalla coda lunga", in riferimento ai maschi in amore: il suo nome comune deriva invece dalla livrea maschile, che ricorda quella del saio dei domenicani.

## Descrizione

### Dimensioni
Misura 11–12 cm di lunghezza, per 12,2-18,8 g di peso ed un'apertura alare di 20 cm: i maschi in amore, grazie alle penne caudali, raggiungono i 30–32 cm di lunghezza.

### Aspetto

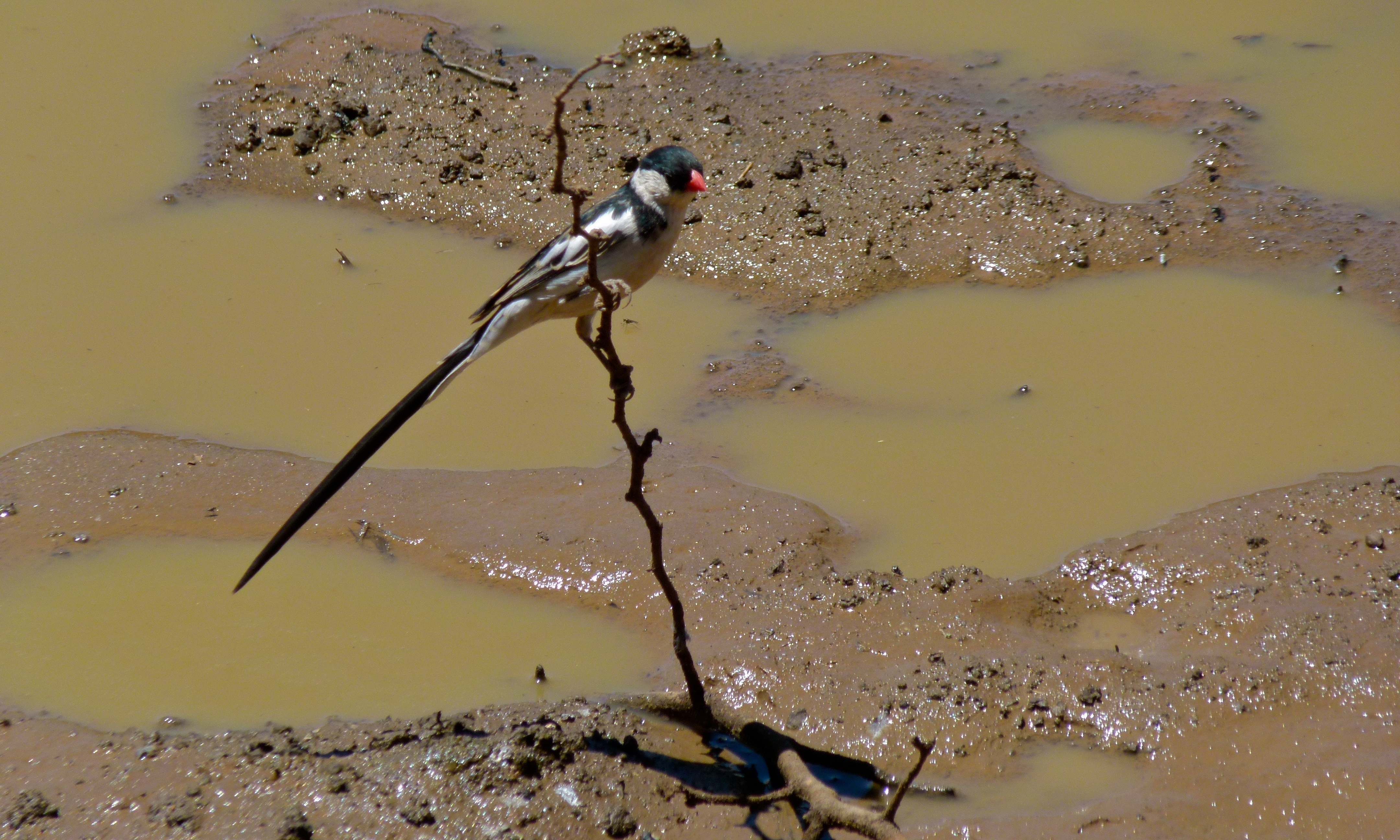
Maschio nel parco nazionale Mokala.

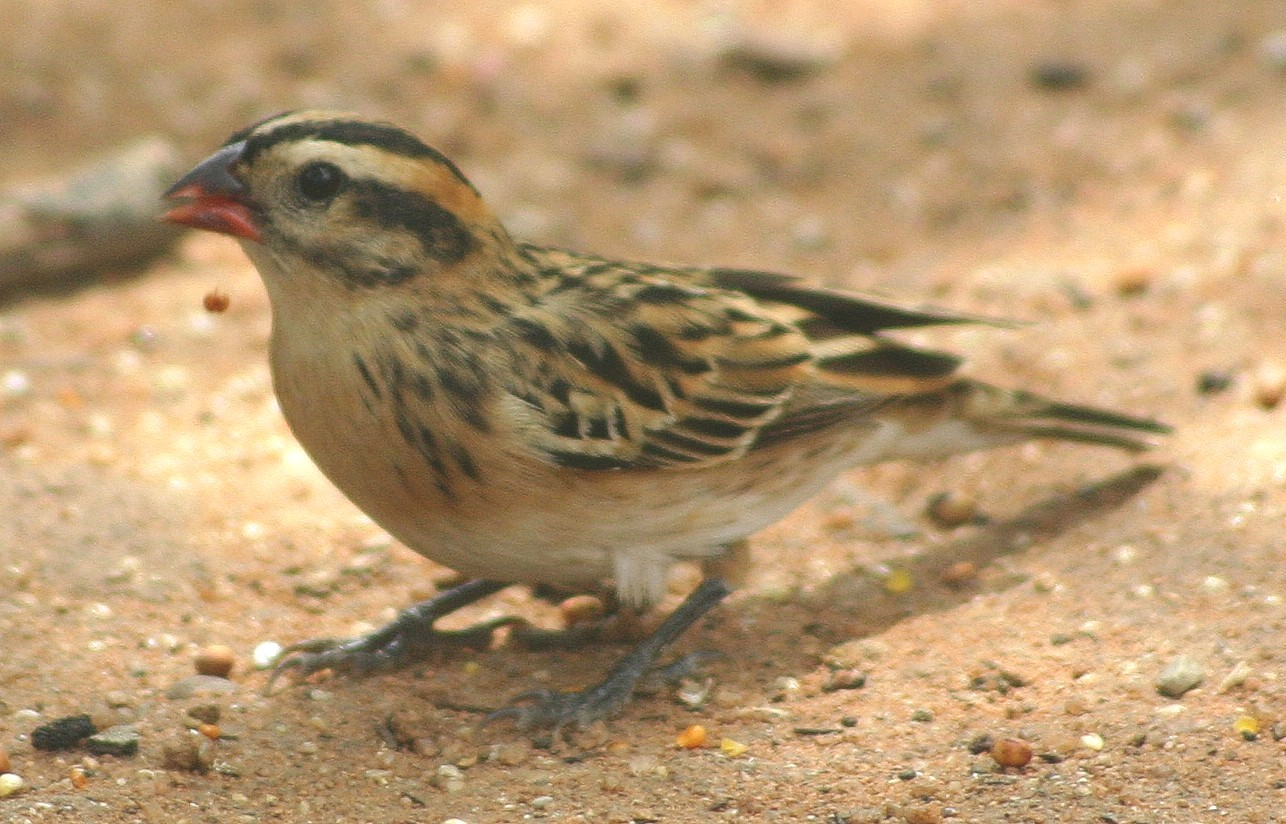
Femmina al suolo a Johannesburg.

Si tratta di uccelli dall'aspetto robusto ma slanciato, muniti di testa arrotondata, becco conico tozzo e forte, ali appuntite e coda dalla punta squadrata.
Il piumaggio presenta dicromatismo sessuale durante il periodo degli amori, mentre durante il resto dell'anno i due sessi sono quasi identici.

La livrea dei maschi in amore è inconfondibile: fronte, calotta, nuca e base del becco (fino al margine occipitale degli occhi e alla bavetta) sono di colore nero, così come neri sono il dorso, le ali (con copritrici bianche), le scapole, il codione e la coda, le cui quattro penne centrali divengono lunghe fino al doppio del corpo, appuntite e nastriformi. Guance, lati del collo, gola, petto, ventre, fianchi e sottocoda sono invece di colore bianco candido.

Le femmine ed i maschi in eclissi, invece, presentano piumaggio sobrio e mimetico, dominato dalle tonalità del bruno, più chiaro e tendente al grigio-crema nelle zone ventrali e più vivido e tendente al nocciola su fianchi, area dorsale (dove le singole penne presentano larghe bande longitudinali nerastre) e testa (dove sulla nuca appaiono sfumature aranciate che possono essere presenti anche sui fianchi, mentre sono chiaramente identificabili due bande nere, una che forma un sopracciglio ed una che dall'occhio va alla nuca).
In ambedue i sessi gli occhi sono di colore bruno e le zampe di colore nerastro, mentre becco e zampe sono grigio-rosato nelle femmine e rosso nei maschi, più vivido durante il periodo degli amori.

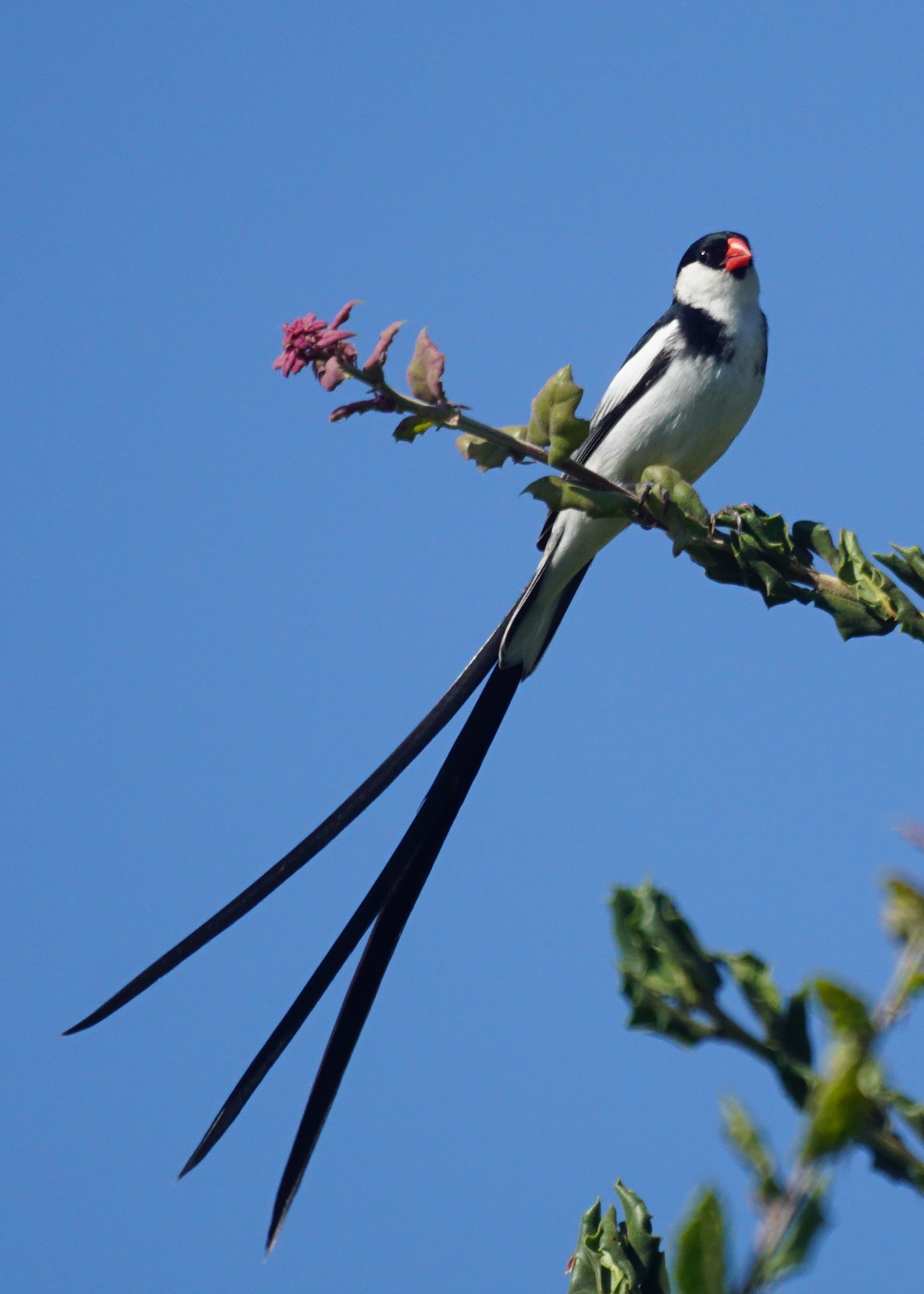
Maschio in riproduzione.
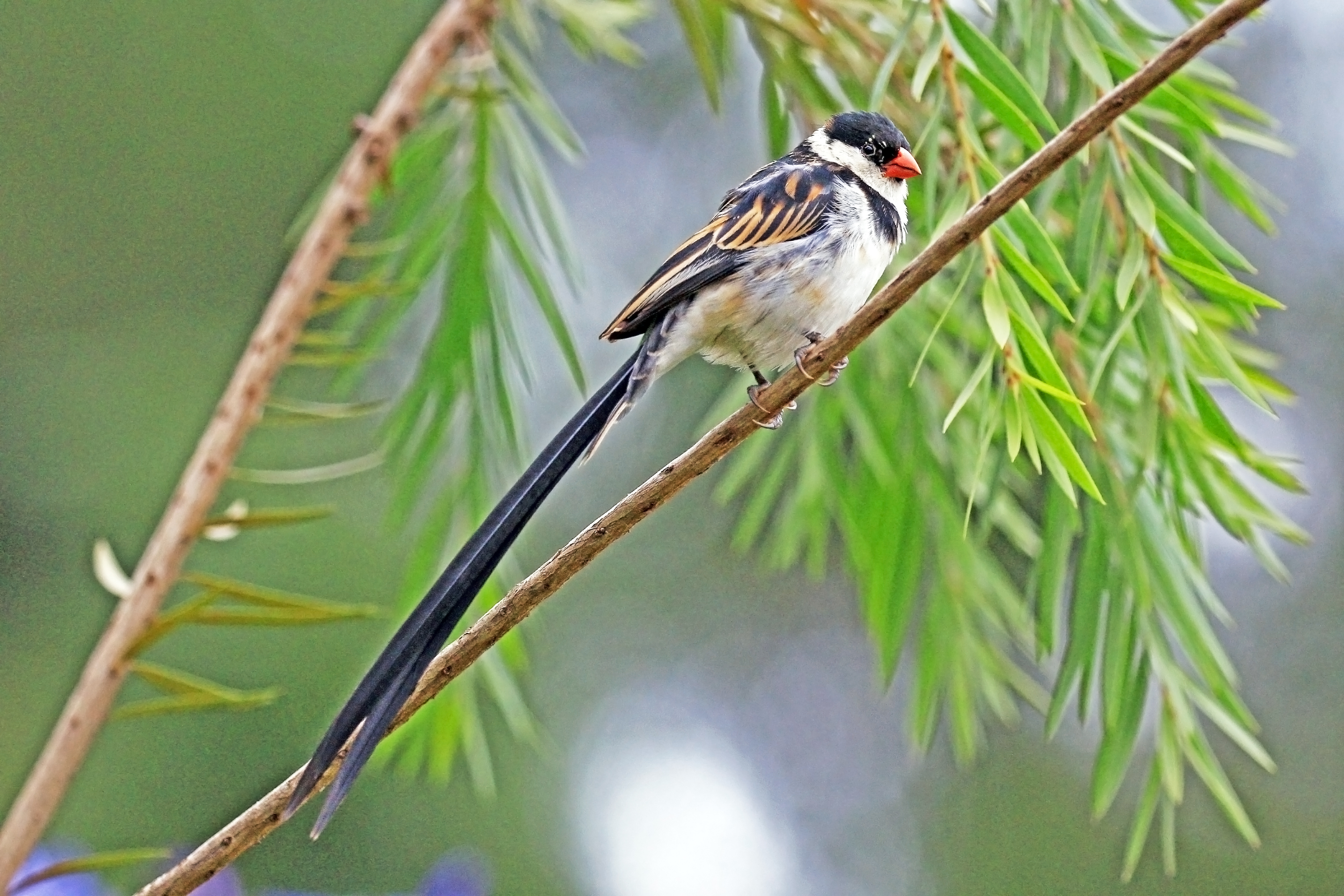
Maschio con piumaggio nuziale quasi definitivo in Uganda.
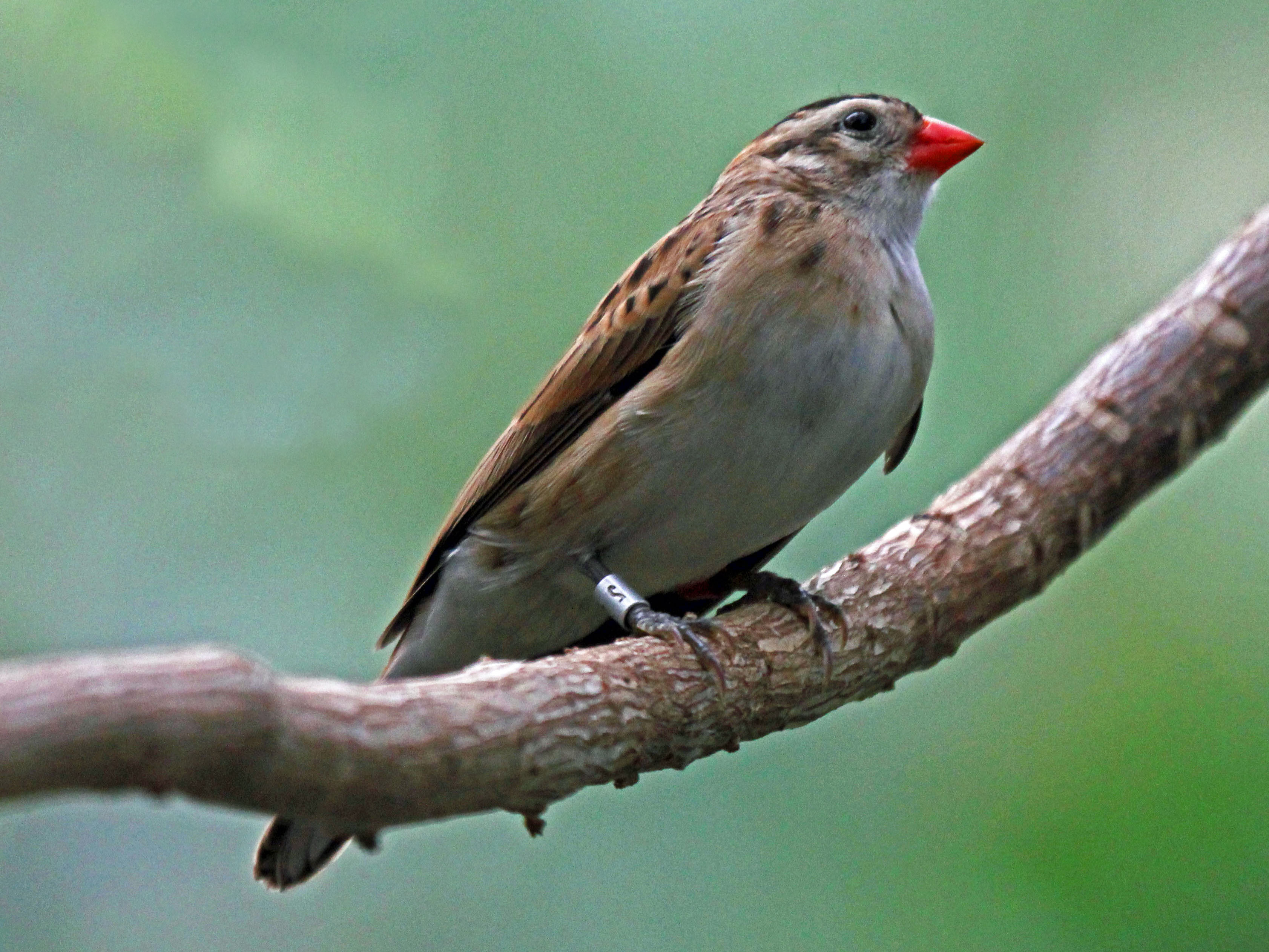
Maschio in eclissi allo Zoo di San Diego.
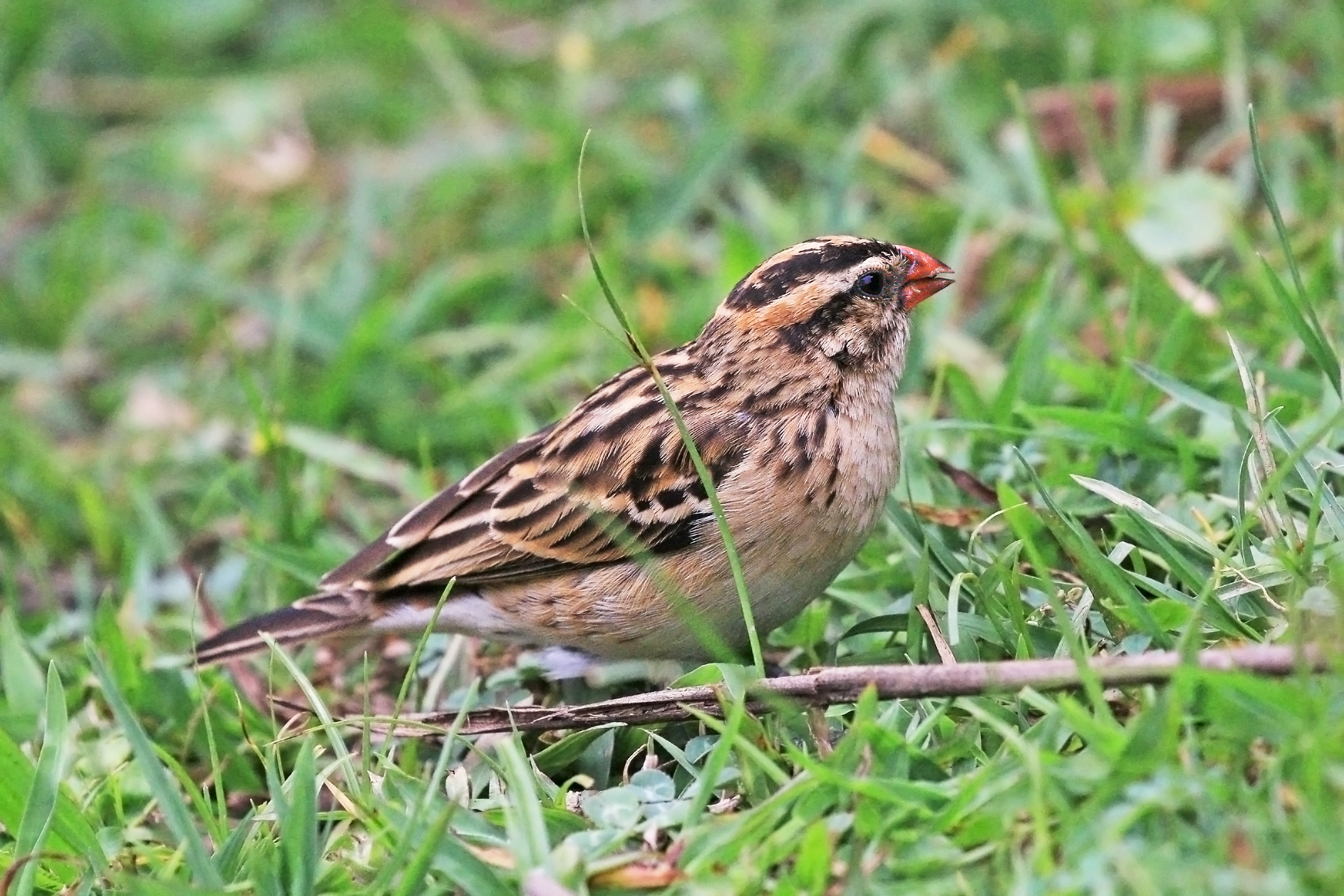
Femmina nei pressi del Lago Bunyonyi.

## Biologia

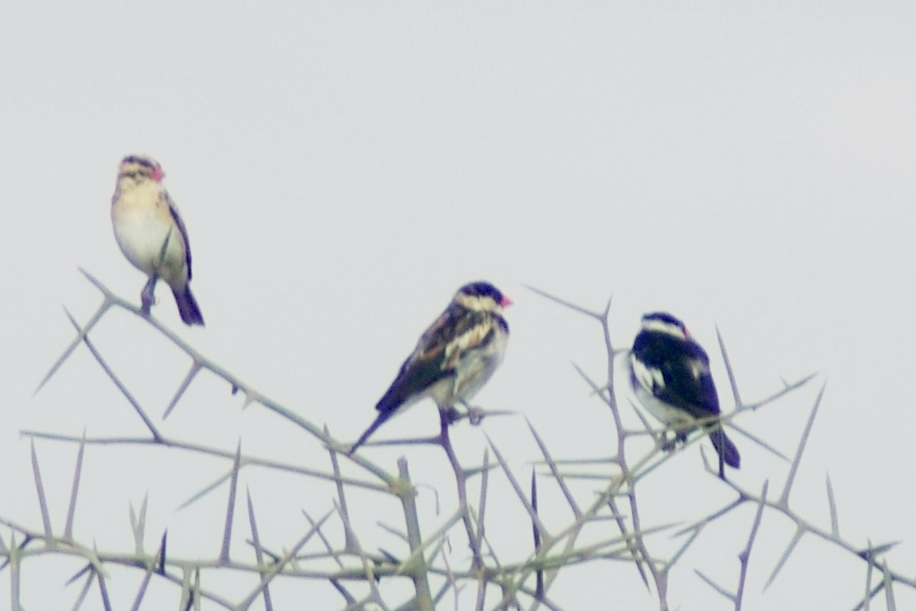
Femmina (a sinistra) e due maschi nel parco nazionale di Amboseli.

All'infuori del periodo riproduttivo (quando i maschi esibiscono elevata territorialità) le vedove domenicane si dimostrano molto sociali, aggregandosi a stormi misti con estrildidi e ploceidi e seguendoli nei loro spostamenti alla ricerca di cibo e acqua, ritirandosi poi al calar del sole in posatoio al riparo fra la vegetazione per passare la notte.

### Alimentazione

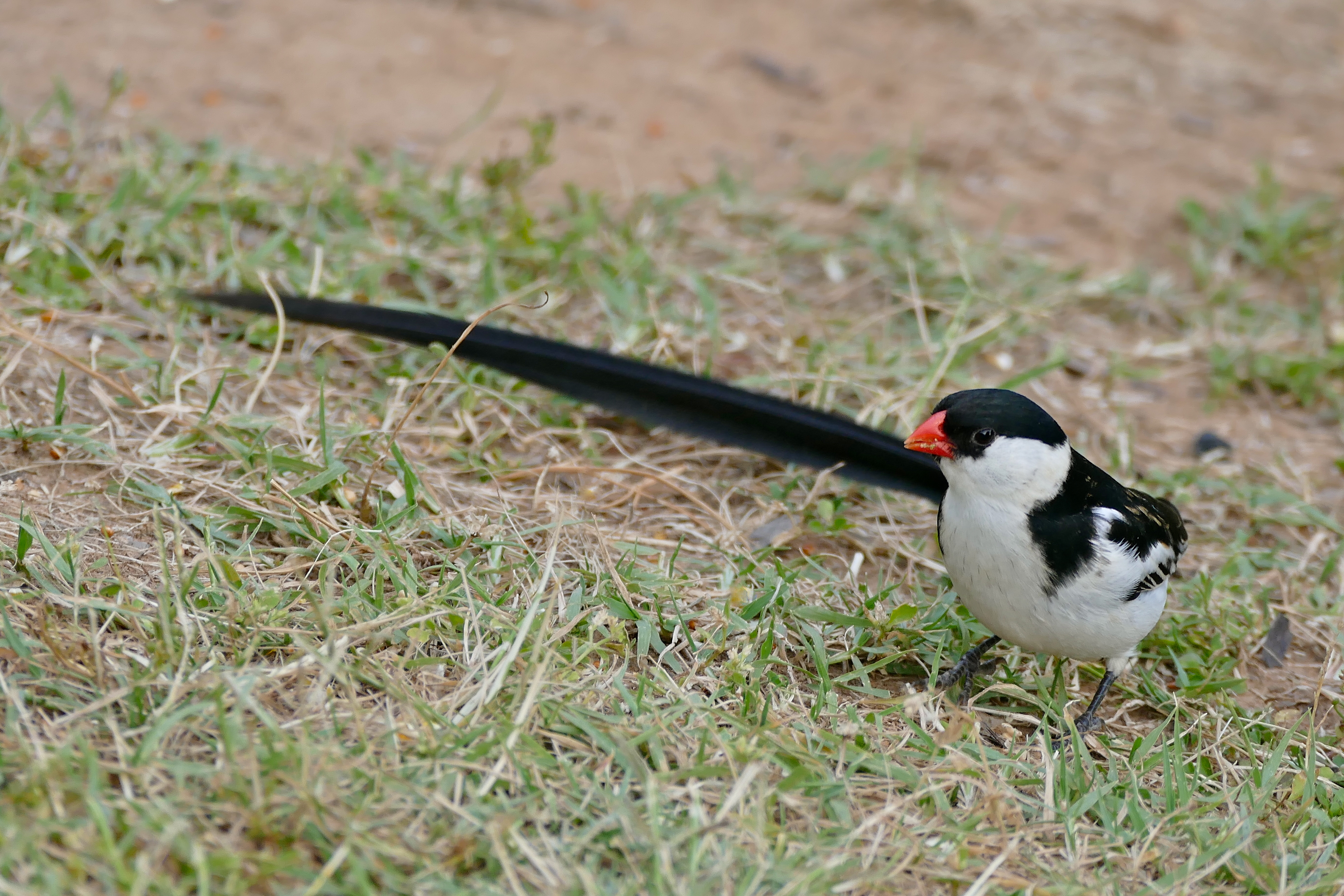
Maschio si alimenta al suolo in Sudafrica.

La dieta di questa vedova è in massima parte granivora, componendosi perlopiù di semi di piante erbacee che vengono reperiti al suolo: durante i periodi di sciamatura vengono inoltre consumate anche le termiti in volo.

### Riproduzione
La stagione riproduttiva coincide con la fase finale della stagione delle piogge e con quella delle specie bersaglio, estendendosi generalmente da luglio a settembre.

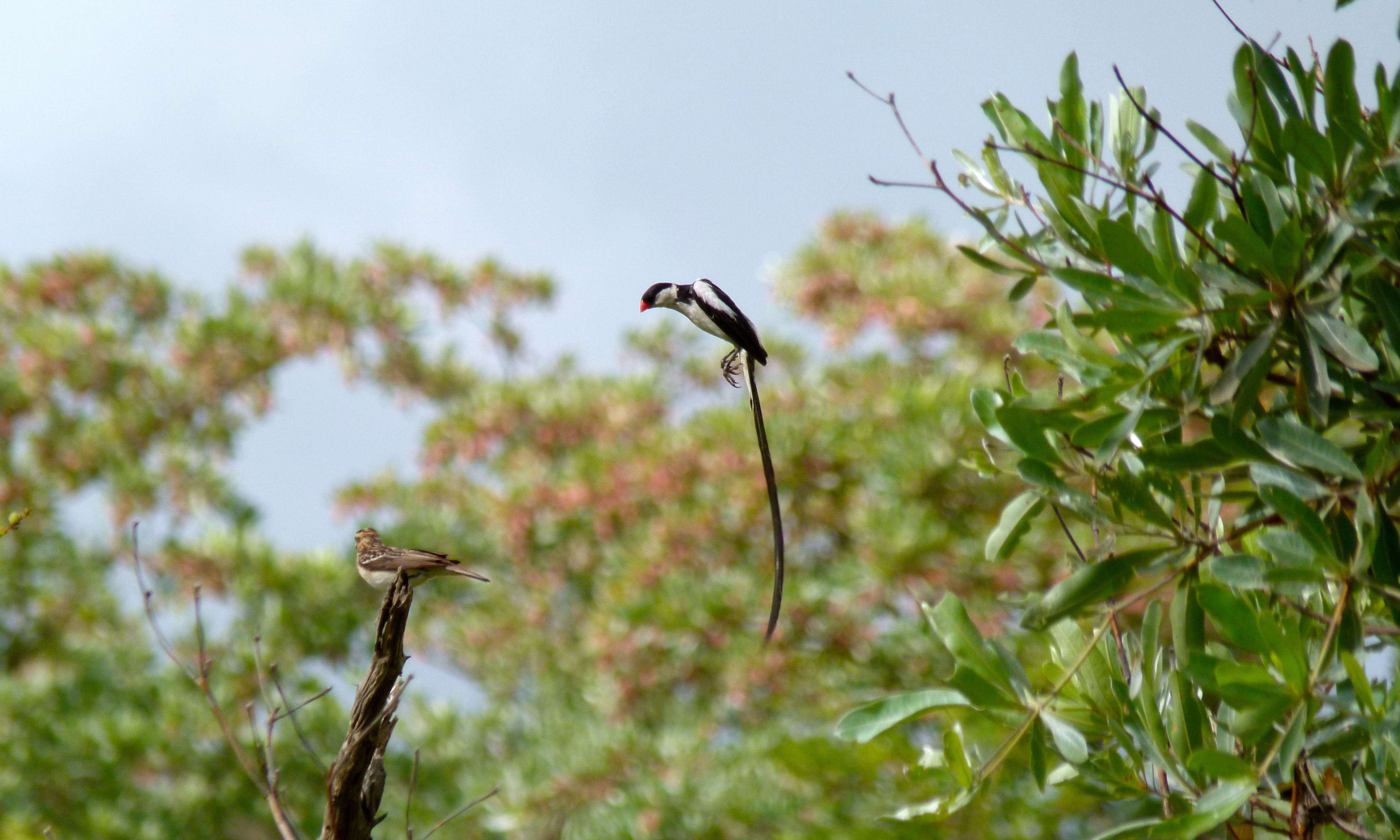
Maschio corteggia la femmina nel parco nazionale Kruger.

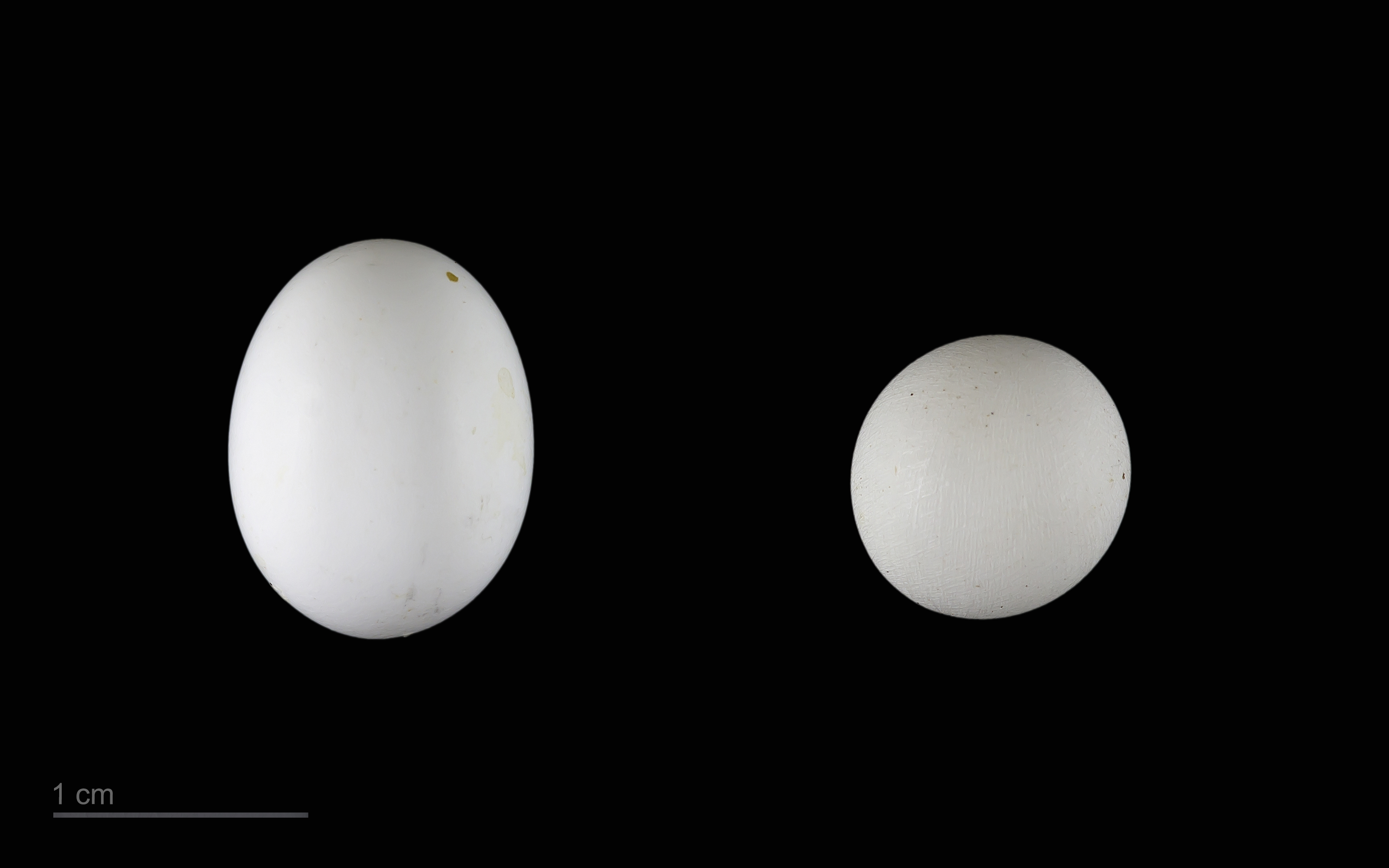
Uovo di Vidua macroura in un nido di Lonchura cucullata Museo di Tolosa

Durante il periodo degli amori, i maschi (che nel frattempo hanno mutato il piumaggio, esibendo la spettacolare livrea nuziale) competono fra loro esibendosi in parate nuziali che hanno lo scopo di conquistare il maggior numero possibile di femmine: durante tali parate, essi cercano di rimanere sopra le femmine per quanto più tempo possibile in posizione di "Spirito santo", avendo cura di tenere bene in evidenza le lunghe penne caudali, dando in tal modo prova di forza e resistenza ed eventualmente convincendole ad accoppiarsi con essi. Dopo l'accoppiamento, i sessi si separano.
Come le specie congeneri, anche la vedova domenicana mostra parassitismo di cova: la femmina depone in totale una decina di uova, suddivise in numero da 1 a 4 per nido, semplicemente aggiungendole a quelle già presenti. Talvolta, le femmine possono nutrirsi di alcune uova delle specie parassitate, di fatto sostituendole con le proprie.

Rispetto alle altre specie di vedova, la domenicana presenta un range estremamente ampio di specie parassitate: pur privilegiando in assoluto l'astrilde di Sant'Elena, infatti, essa è stata vista parassitare anche altre specie (bengalino ventrearancio, astrilde groppone rosso, becco di corallo, guanciarancio, astrilde pettocastano, amaranto rosso e nonnetta comune), addirittura anche di non estrildidi (beccamoschino capofulvo e prinia fianchifulvi), per un totale di una ventina di specie in quattro famiglie.
I pulli schiudono a 11 giorni circa dalla deposizione: essi nascono ciechi ed implumi, e presentano caruncole ai lati della bocca e disegno golare simili a quelli della specie parassitata, risultando quindi da essi indistinguibili. I pulli coabitano coi loro fratellastri, seguendo il loro ciclo di crescita e rendendosi di fatto indipendenti attorno alle tre settimane di vita, sebbene spesso essi tendano a condividere con la propria famiglia adottiva anche lo stormo di appartenenza.

## Distribuzione e habitat

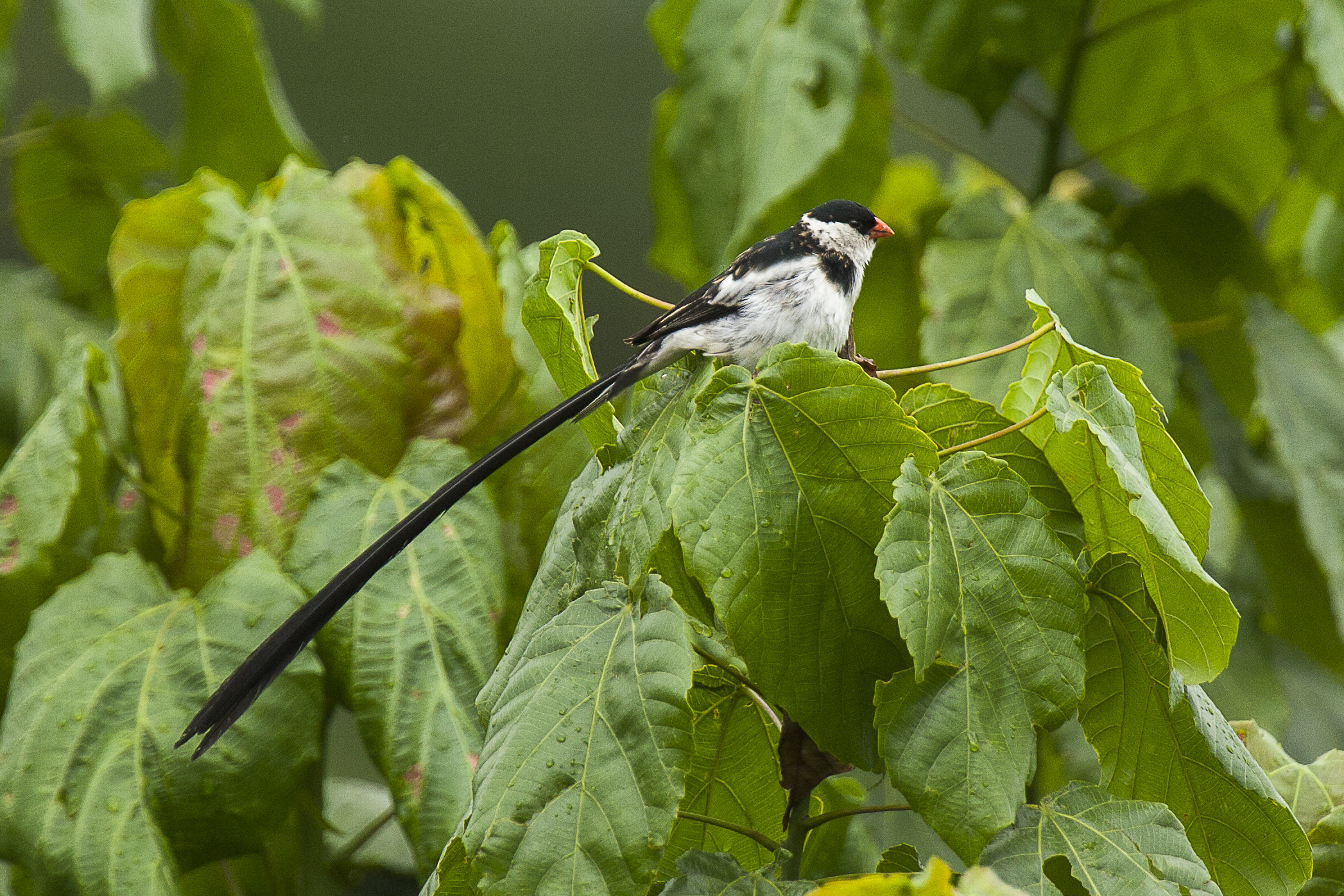
Maschio nel parco nazionale impenetrabile di Bwindi.

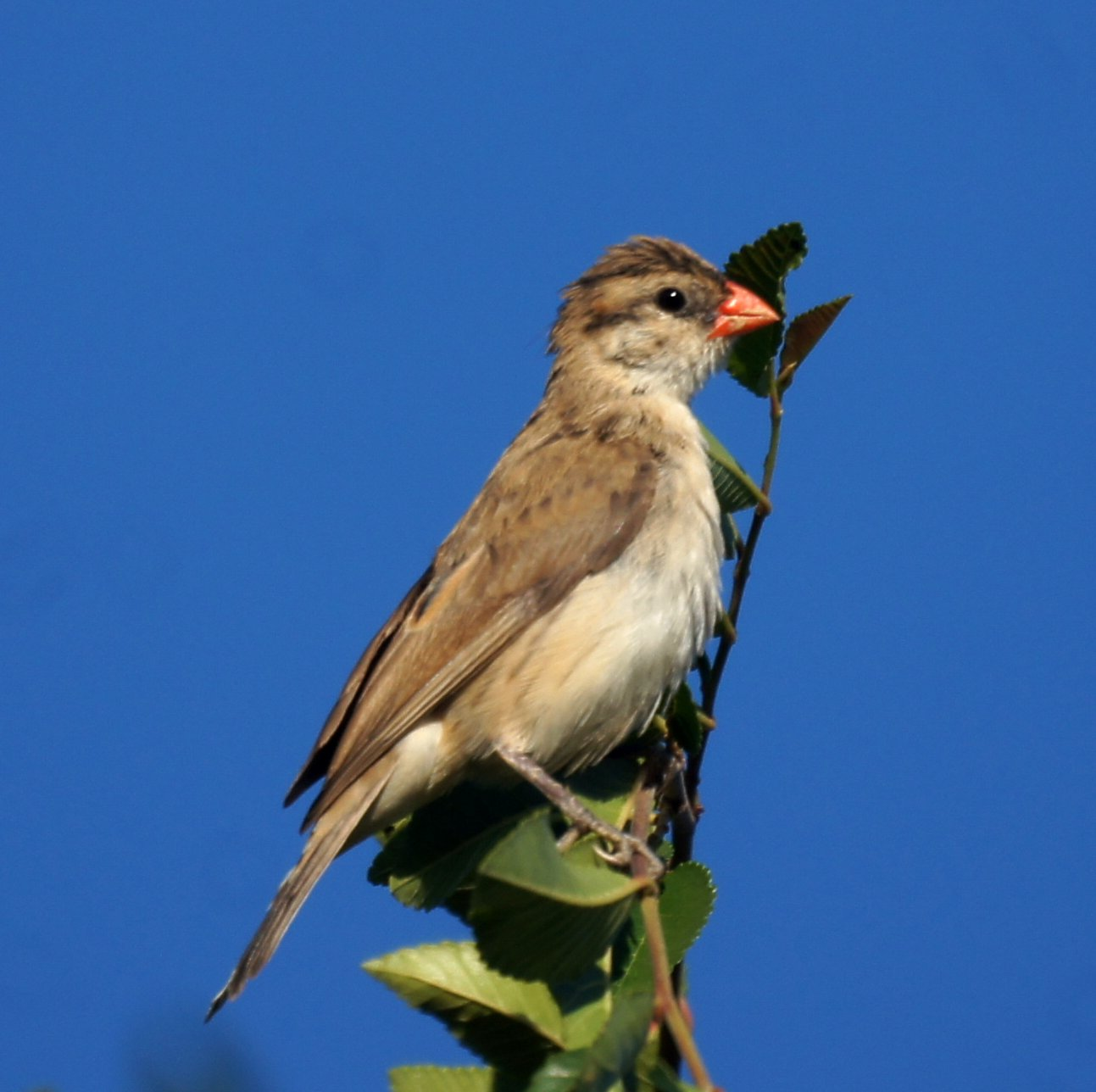
Femmina a Riverside, dove questo uccello è stato introdotto.

La vedova domenicana è diffusa in un areale estremamente ampio, che comprende la stragrande maggioranza dell'Africa subsahariana, ad eccezione delle aree più aride: i limiti settentrionali del suo areale di estensione comprendono Mauritania meridionale, Liberia, da qui ad est attraverso Mali e Niger meridionali, Ciad meridionale e occidentale (Regione di Ouaddaï ed Ennedi), Nigeria e Camerun settentrionali, Sudan del Sud, Sudan orientale, Eritrea ed Etiopia, e da qui a sud fino al Sudafrica, mancando dal centro dell'Angola, dal deserto del Namib e dal Kalahari, ma essendo presente a Zanzibar, Bioko e São Tomé. La specie è stata inoltre introdotta con successo a Porto Rico, Singapore ed in California centro-meridionale.
L'habitat della vedova domenicana è rappresentato dalle aree erbose e boscose sia umide che secche, dalla savana e dal miombo con presenza di cespugli ed alberi (principalmente acacie e mopane) fino alle coltivazioni ed alle aree periferiche urbane. La diffusione di questi uccelli è legata sia alla presenza ed alla disponibilità di cibo ed acqua che alla presenza e diffusione delle specie parassitate per la cova.

## Tassonomia
A dispetto dell'ampio areale occupato dalla specie, la vedova domenicana viene generalmente considerata monotipica: ciononostante, in base ad alcune differenze di carattere morfologico (peraltro non costanti nella popolazione) e genetico, le popolazioni della parte meridionale dell'areale vengono talvolta considerate come facenti parte di una sottospecie a sé stante, V. m. arenosa.